# Charles Brommesson
Fritz Johan Charles Brommesson, altresì noto come Bromme (2 agosto 1903 – 1º novembre 1978), è stato un calciatore svedese, di ruolo attaccante.

## Carriera

### Club
Segna 19 gol nel 1929, 16 reti nel 1930.

### Nazionale
Debutta in una sfida contro l'Ungheria (2-1), datata 28 ottobre 1923. Si fa notare ai giochi olimpici di Parigi 1924, segnando 3 reti in 3 incontri.

## Palmarès

### Club

#### Competizioni nazionali
- Campionato svedese: 2

Helsingborg: 1928-1929, 1929-1930

### Nazionale
- Bronzo olimpico: 1

Parigi 1924